# Lothringisch (romanisch)
Romanisches Lothringisch (französisch lorrain roman) – nicht zu verwechseln mit den deutsch-lothringischen rhein- und moselfränkischen Dialekten, im Osten und Norden des lothringischen Départements Moselle – gehört zu den Langues d’oïl, die sowohl oft als eigenständige Sprachen, als auch als Dialekte des Französischen angesehen werden.

Lage des Lothringischen/Lorrain im Sprachbereich der Langues d'oïl.

Romanisches Lothringisch hatte – ebenso wie das Wallonische – ursprünglich eine starke Prägung durch germanische Sprachelemente, stand also den benachbarten deutschen Dialekten nahe. Am ursprünglichsten und am längsten erhalten blieb der romanisch-lothringische Dialekt im elsässischen Pays Welche in den fünf Gemeinden Fréland, Labaroche, Lapoutroie, Le Bonhomme und Orbey in den Vogesen oberhalb von Colmar. Die Lokaltradition wird durch das Musée du Pays Welche in der Ortschaft Fréland gepflegt. Die französische Bezeichnung Welche (gesprochen „welsch“) ist selbst ein Germanismus, der sich von der Bezeichnung der alemannischen Elsässer und der fränkischen Lothringer für die romanischen Sprachgebiete in der Region an der Grenze zum romanischen Lothringen, zur Franche-Comté und zum Schweizer Kanton Jura herleitet.

## Klassifikation und Verbreitung
Das Sprachinstitut (observatoire linguistique) Linguasphere unterscheidet sieben Varianten des romanischen Lothringisch:
- Argonnisch (französisch: argonnais) im Raum Argonnen, Woëvre, Osten der französischen Départements Ardennes, Meuse, Meurthe-et-Moselle
- Longovizisch (longovicien) im Raum Longwy, Longuyon
- Gaumesisch (gaumais) im Raum Arrondissement de Virton, Provinz Luxemburg, Belgien
- Messinisch bzw. Metzerisch (messin) im Raum Metz und Umgebung und gesamter frankophoner Teil des Département Moselle
- Nanceisch (oder auch Nanzigerisch) (nancéien) im Raum Nancy, Süden des Departements Meurthe-et-Moselle
- Spinalisch (spinalien) im Raum Épinal, zentrale Vogesen im Département Vosges
- Deodatisch (déodatien) im Raum Saint-Dié-des-Vosges, Hochvogesen

Nach 1870 haben die Mitglieder der Akademie Stanislas von Nancy 132 Varianten romanisch-lothringischer Mundarten (patois) zwischen Thionville im Norden und Rupt-sur-Moselle im Süden erfassen können, was allerdings nur eine Auffächerung der Hauptvarianten in Untervarianten bedeutet.